# بيث سميث
بيثاني «بيث» سميث (ني سانشيز) هي واحدة من الشخصيات الرئيسية في مسلسل الرسوم المتحركة الأمريكي ريك ومورتي. ابتكرت من قبل جستين رويلاند ودان هارمون، بيث هي طبيبة بيطرية متخصصة في الجراحة الأحصنة، الذي يضرب لديها بشعور عميق من عدم الرضا عن حياتها، انطلاقا من اعتقادها أنها قد تكون «حزينة» من زواجها، أسرتها، وعملها، مما دفعها إلى قبول والدها في منزلها بعد أن تخلى عنه في سن المراهقة. اشتهرت بشخصيتها الأنانية والفكاهية وبسبب ندرة إدمانها على الكحول، وقد لقيت هذه الشخصية استقبالًا جيدًا. إنها الابنة الرشيدة والحازمة للعالم المجنون ريك سانشيز، وهي والدة مورتي وسمر سميث، وزوجة جيري سميث.
بعد أحداث «برنامج بيث المفضل», حيث تواجه بيث مشاركة والدها في الاعتلال الاجتماعي، ابتكر ريك نسخة من بيث وأرسل أحدهما إلى الفضاء، لقد تركت غامضة حول ما إذا كانت بيث الفضائية الموجودة حديثًا هي النسخة الأصلية أو الأصلية بعد التقديم الرسمي للشخصية في «حرب النجوم: عودة جيري». وصف شخصية بيث الفضائية في تحديث لعبة Pocket Mortys الذي صاحب إصدار أدلت سويم للحلقة يعرفها في البداية على أنها نسخة بيث, على الرغم من أن الحلقة نفسها لم تؤكد ما إذا كانت هي أو بيث هي النسخة المستنسخة أم لا. تم أداء الصوت من قبل سارة تشالك في المسلسل التلفزيوني وتصورها ويتني أفالون في فيديو موسيقي ترويجي للموسم الثالث.

## سيرة شخصية
تبلغ بيث من العمر 34 عامًا وهي طبيبة بيطرية للخيول ("طبيب خيول") في مستشفى سانت إيكيس. تناولت عدة حلقات استياء بيث من حياتها، بعد أن أرادت أن تصبح جراحًا «حقيقيًا» قبل أن تحمل ابنتها سمر في 17. تم تصوير بيث على أنها غير منزعجة من ميول والدها ريك المدمرة والخطيرة حول ابنها مورتي. منذ الطفولة، كانت تنظر إلى ريك بشكل أفضل من والدتها بسبب انفصال الوالدين على الرغم من أن ريك قد تخلى عنها عندما كانت في الخامسة عشرة من عمرها. عندما كانت طفلة، تم تصوير بيث على أنها تتمتع بسمات شخصية اجتماعية؛ بعد استنساخ الشخصية، تم تصوير مغامرتها الفضائية «سبيس بيث» في خاتمة الموسم الرابع على أنها قد تولى منصب والدها السابق كزعيم لحركة المقاومة «التحدي» ضد حكومة اتحاد المجرات.

## تطوير
لاحظ مبتكر المسلسل جستن رويلاند أن بيث تم تطويرها كشخصية من شأنها أن تمكن ريك بشكل واقعي من أخذ مورتي في مغامراتها على الرغم من مخاوفها الخاصة، واصفة إياها بأنها شخص «يصنع الاستثناءات. إنها تعتقد أن ريك، بقدر ما هو مجنون، هي أفضل من والديها على الرغم من تربيتها من قبل والدتها وهي تلوم والدتها على رحيل والدها وستفعل أي شيء لإبقاء والدها في حياتها مرة أخرى». تحدث دان هارمون عن بحث بيث المستمر «غير الصحي» للحصول على موافقة والدها في مقابلة مع HitFix, قائلاً:
«يمكن للأطفال في بعض الأحيان أن يعبدوا أبائهم الأسوأ وأن يلوموا والديهم الداعمين لمطاردة الأب بشجاعة للمغادرة. . . . إنها تعتقد أن ريك، بقدر ما هو مجنون، هي أفضل من والديها على الرغم من أنها ربتها والدتها وهي تلوم والدتها على رحيل والدها وستفعل أي شيء لإبقاء والدها في حياتها مرة أخرى».
في حديثها عن مقدمة بيث الفضائية في الموسم الرابع مقارنةً بالنسخة الأصلية بيث، أشادت سارة تشالك بـ «الديناميكية المثيرة حقًا» بين الشخصيات، معربة عن اهتمامها بالمواسم المستقبلية من المسلسل الذي يصور «كل الأشياء التي اعتادت القيام بها [باعتبارها طفلة], مثل إجبار ريك على جعل مقاطع الشعر تتحكم في عقلها حتى يرغب الناس في استخدامها. مجرد رؤيتها تتصرف مثل ريك في مثل هذه السن المبكرة سيكون أمرًا ممتعًا حقًا.»

## استقبال
تلقت الشخصية استقبالا إيجابيا. أثنى Inverse على توصيف بيث في «برنامج بيث المفضل» مقارنةً بـ «ريك الخيار المخلل», و «الإدراك الواضح أن بيث أخيرًا تنطق: لقد أمضت سنوات في عبادة والدها بينما كانت تحاول دائمًا فعل الشيء الصحيح. لكنها تدرك أنه شخص فظيع، وهي تشبهه تمامًا.» وصف Screen Rant بالمثل «العلاقة بين الأب وابنته بين بيث سميث وريك سانشيز [باعتبارها] حقًا واحدة من العلاقات الأعمق والأكثر تعقيدًا التي تم استكشافها في العرض، حيث يمتد التاريخ بين هذين الفردين من العائلة لبعض الوقت.» بالإضافة إلى الإشادة بعلاقتهم مع بيث الفضائية في الموسم الرابع، حيث صنفت بيث على أنها ثاني أفضل شخصية في السلسلة بعد ريك.
وصفت شركة VerbStomp بيث بأنها «غير آمنة ومتحكمة، وذكية ومشكوك فيها، وموجهة نحو الأسرة وباردة. إنها إلى حد ما النقيض القطبي لكل عاطفة في نفس الوقت بالضبط», قبل«ping [ing Beth] باعتبارها الشخصية الأكثر اضطرابًا في العرض», بينما أشادت 411mania بكيفية«بيث [قد] تبدو مبتذلة في سطحيًا ولكن رغباتها واحتياجاتها تتجسد بشكل كبير لدرجة أننا نتعلم بسرعة ما الذي يجعل هذه العلامات الثلاثة ولماذا ليست عادية.»